# Mswati III.
Mswati III. (rođen kao Makhosetive Dlamini 19. travnja 1968.) trenutačni je kralj Esvatinija. Vlada zajedno sa svojom majkom, a ime Makhosetive znači Kralj Naroda.
Rodio se kao drugi od 210 sinova ostarjelog kralja Sobhuze II. (1899. – 1982.) Otac mu je umro kada je imao samo 14 godina. Kraljem je postao s 18 godina i 6 dana, postavši jednim od najmlađih monarha ikad. Danas je posljednji apsolutni monarh u Africi, a vlada kao diktator. Protivi se demokraciji, ograničava slobodu govora, i troši novac na limuzine, avione i palače.
Ima 15 žena i 45 djece. Brat mu je u zatvoru zbog silovanja devetogodišnje nećakinje, sestrinog djeteta.

## Vanjske poveznice
|  | Zajednički poslužitelj ima još gradiva o temi Mswati III. |